# John Kiprono
John Kiprono (* 1968) ist ein kenianischer Marathonläufer.
1993 gewann er die Nacht von Borgholzhausen, 1994 sowie 1997 den Egmond-Halbmarathon und 1997 den Eindhoven-Marathon. 1998 wurde er Zweiter und 1999 Fünfter beim Hamburg-Marathon. Ebenfalls 1999 siegte er beim Schortenser Jever-Fun-Lauf und wurde Sechster beim Dam tot Damloop. 2000 wurde er Zehnter beim Country Music Marathon und Fünfter beim München-Marathon. 
2002 gewann er den Linz-Marathon, 2003 wurde er Dritter beim Marseille-Marathon, und 2004 siegte er zum zweiten Mal in Linz sowie beim Graz-Marathon. 2008 entschied er den Salzburg-Marathon für sich.

## Persönliche Bestzeiten
- 10.000 m  28:25,0 min, 19. Juni 2004, Nairobi
- Halbmarathon: 1:02:23 h, 19. September 1999, Zaandam
- Marathon: 2:11:31 h, 19. April 1998, Hamburg